# Planopus octaviusbarrosi
Planopus octaviusbarrosi là một loài bọ cánh cứng trong họ Cerambycidae.